# Уте Гоммола
Уте Гоммола  (нім. Ute Hommola, 20 січня 1952) — німецька легкоатлетка, олімпійська медалістка.

## Виступи на Олімпіадах
| Олімпіада   | Дисципліна    | Місце |
| ----------- | ------------- | ----- |
| Москва 1980 | метання списа | 3     |